# Pallacanestro Varese 2011-2012
Questa voce raccoglie le informazioni riguardanti la Pallacanestro Varese nelle competizioni ufficiali della stagione 2011-2012.

## Stagione
La stagione 2011-2012 della Pallacanestro Varese, sponsorizzata Cimberio, è la 63ª nel massimo campionato italiano di pallacanestro.

## Roster
Aggiornato al 14 dicembre 2016.
| Cimberio Varese 2011-12 | Cimberio Varese 2011-12 |
| Giocatori               | Staff tecnico           |
| ----------------------- | ----------------------- |

| N. | Naz.                                  | Ruolo | Nome              | Anno | Alt.   | Peso   |  |
| -- | ------------------------------------- | ----- | ----------------- | ---- | ------ | ------ |  |
| 4  | Italia (bandiera)                     | P     | Daniele Demartini | 1984 | 187 cm | 80 kg  |  |
| 5  | Stati Uniti (bandiera)                | G     | Justin Hurtt      | 1988 | 194 cm | 93 kg  |  |
| 5  | Stati Uniti (bandiera)                | PG    | Phil Goss         | 1983 | 188 cm | 82 kg  |  |
| 6  | Croazia (bandiera)                    | P     | Rok Stipčević     | 1986 | 183 cm | 82 kg  |  |
| 7  | Finlandia (bandiera)                  | P     | Teemu Rannikko    | 1980 | 188 cm | 88 kg  |  |
| 8  | Estonia (bandiera)                    | C     | Janar Talts       | 1983 | 206 cm | 107 kg |  |
| 9  | Francia (bandiera)                    | A     | Yakhouba Diawara  | 1982 | 201 cm | 102 kg |  |
| 11 | Italia (bandiera)                     | G     | Davide Reati      | 1988 | 193 cm | 95 kg  |  |
| 13 | Italia (bandiera)                     | C     | Luca Garri        | 1982 | 207 cm | 110 kg |  |
| 14 | Estonia (bandiera)                    | A     | Kristjan Kangur   | 1982 | 201 cm | 96 kg  |  |
| 15 | Italia (bandiera)                     | A     | Gabriele Ganeto   | 1987 | 200 cm | 100 kg |  |
| 16 | Italia (bandiera)                     | G     | Nicola Bertoglio  | 1993 | 180 cm | 75 kg  |  |
| 18 | Spagna (bandiera) · Italia (bandiera) | AC    | Diego Fajardo     | 1976 | 208 cm | 105 kg |  |
| 21 | Stati Uniti (bandiera)                | PG    | Tony Weeden       | 1983 | 184 cm | 92 kg  |  |
| -  | Italia (bandiera)                     | AC    | Davide Zattra     | 1994 | 201 cm | 90 kg  |  |

| Allenatore                                                           |
| Carlo Recalcati                                                      |
| Assistente/i                                                         |
| - Matteo Jemoli Legenda - (C) Capitano - (IN) Inattivo - Infortunato |

## Mercato

### Sessione estiva
| Acquisti | Acquisti         | Acquisti           | Acquisti      | Acquisti |
| R.       | Nome             | da                 | Modalità      |          |
| -------- | ---------------- | ------------------ | ------------- | -------- |
| G        | Justin Hurtt     | Tulsa G. Hurricane | definitivo    |          |
| AP       | Yakhouba Diawara | N.B. Brindisi      | definitivo    |          |
| GA       | Davide Reati     | Treviglio          | definitivo    |          |
| C        | Luca Garri       | Juvecaserta        | definitivo    |          |
| A        | Gabriele Ganeto  | Olimpia Milano     | definitivo    |          |
| AG       | Simone Cotani    | PMS Torino         | fine prestito |          |

| Cessioni | Cessioni          | Cessioni       | Cessioni       | Cessioni |
| R.       | Nome              | a              | Modalità       |          |
| -------- | ----------------- | -------------- | -------------- | -------- |
| PG       | Phil Goss         | ASVEL          | fine contratto |          |
| A        | Alex Righetti     | Juvecaserta    | fine contratto |          |
| G        | Fabio Mian        | CUS Bari       | prestito       |          |
| AC       | Giacomo Galanda   | Pistoia Basket | fine contratto |          |
| G        | Jobey Thomas      | Pall. Treviso  | fine contratto |          |
| AC       | Ron Slay          | Levski Sofia   | fine contratto |          |
| AP       | Simonas Serapinas | Telekom Bonn   | fine contratto |          |
| AG       | Simone Cotani     | Lago Maggiore  | fine contratto |          |
| ALL      | Guido Saibene     | Free agent     | fine contratto |          |

### Dopo l'inizio della stagione
| Acquisti | Acquisti    | Acquisti          | Acquisti   | Acquisti |
| R.       | Nome        | da                | Modalità   |          |
| -------- | ----------- | ----------------- | ---------- | -------- |
| PG       | Tony Weeden | Starogard Gdański | definitivo |          |
| PG       | Phil Goss   | ASVEL             | definitivo |          |

| Cessioni | Cessioni     | Cessioni     | Cessioni                | Cessioni |
| R.       | Nome         | a            | Modalità                |          |
| -------- | ------------ | ------------ | ----------------------- | -------- |
| G        | Justin Hurtt | Mons-Hainaut | risoluzione consensuale |          |